# Pavel Novotný
Pavel Novotný (5 de febrero de 1977) es un actor pornográfico de origen checo nacido en Praga, que ha participado en películas gay, bisexuales y heterosexuales. También es conocido por los nombres de Jan Dvorak, Max Orloff, Jakub Moltin y Jaroslav. Se desarrolló dentro de la industria  porno gay durante 1999 y 2004. Es conocido en este ambiente por su belleza masculina, por su pene no circunciso que alcanza los 21 cm en erección, por su musculatura bien definida, por su potencia de rodaje y por sus abundantes descargas eyaculatorias.[cita requerida] Dentro de su filmografía, destacan los trabajos hechos para Bel Ami, Coverboys, a dúo con Lukas Ridgeston, y otras como Prague Rising o Jan Dvorak Story. 
De acuerdo a George Duroy, productor de Bel Ami, comenta:
"Considero a Pavel como mi mayor oportunidad perdida. Es uno de los pocos modelos que se ha convertido en una estrella tan grande como Lukas Ridgeston. Tenía un temperamento fuerte, si el rodaje se alargaba, se ponía inquieto y generaba un ambiente tenso, lo cual creaba retrasos largos y costosos en el rodaje"
Novonty protagonizó un video underground con el famoso power bottom Spicy Sheldon. De acuerdo con la industria es uno de los trabajos más intensos que protagonizó. 
En 2002 ganó el Grabby Award al Mejor Actor Internacional por su interpretación en The Jan Dvorak Story (William Higgins Productions). De acuerdo a varios sitios era uno de los actores mejor pagados dentro de la industria del entretenimiento para adultos homosexual
En 2004 se alejó de las cámaras y ha mantenido su vida privada reservada. 

## Filmografía

### Como Pavel Novotny
- Chris Steele Supersta (2009)
- Titten Show 2 (2002)
- Prague Rising (2000)
- Good and Bad (2000)
- The Back Room (2000)
- Czech Point (1999)

### Como Jan Dvorak
- Stranger in the City (2004)
- 9th Warrior Gladiators Night (2003)
- Bi the Blue Line (2002)
- High Sticking (2002)
- Czech Firemen'(2002)
- Wrestling Team(2002)
- The Jan Dvorak Story (2001)
- A Wank in the Woods (2001)
- Carlo & Friends (2000)
- Prague Buddies 2: Verbotene Liebe (2000)
- Prague Buddies (1999)
- Rapture: The Pavel Dubcek Legend (1999)

### Como Max Orloff
- Julian (2003)
- Under the Big Top (2003)
- Sodomania 37: Bad to the Bone (2002)
- Out at Last 2: Bonbons (2002)
- Cover Boys (2001)
- Teamplay (2000)

### Bajo otros seudónimos
- Insaziable Troia (2008) (como Jarosl)
- Ass Angels 3 (2004) (como Jaros)
- Cock Tail Gang Bang (2000) (como Jakub Moltin)
- 101 Men Part 4 (1998) (como Jaroslav)